# Hugo von Hofmannsthal
Hugo Laurenz August Hofmann, Edler von Hofmannsthal, född 1 februari 1874 i Wien, död 15 juli 1929 i Rodaun utanför Wien, var en österrikisk författare.

## Biografi
von Hofmannsthal studerade juridik och romansk filologi vid universitetet i Wien. Han blev filosofie doktor och var medutgivare av veckoskriften Morgen. Han tillhörde jämte Stefan George den grupp av unga diktare som i den endast för en begränsad medlemskrets avsedda tidskriften Blätter für die Kunst hävdade en ny riktning som trädde i opposition mot naturalism och impressionism och propagerade för en ”förnämare”, mera koncentrerad, mera strängt formfulländad diktning, åter åberopande det gamla slagordet ”l'art pour l'art”. Det var en ungtysk nyromantik, för vilken von Hofmannsthal är den mest typiske representanten, liksom han var en av dess skickligaste lyriker. 
von Hofmannsthal, som ursprungligen framträdde under pseudonymerna Teophil Morren och Loris, företer i sin konstnärspersonlighet en förening av mystisk-sinnliga och starkt artistiska moment. I sin diktning – som för övrigt är påverkad från så olika håll som Goethe och J.P. Jacobsen – röjer von Hofmannsthal en stark subjektivitet och han använder gärna den italienska renässansens strofbildningar.

## Verk
von Hofmannsthal har utom sin lyrik, Gesammelte Gedichte (1907), även framträtt som dramatiker, bland annat Teater in Versen (1899), Der Tor und der Tod (1900), Der Tod des Tizian (1901) samt Kleine Dramen (däribland Das Bergwerk zu Falun, 1906). Mest framgång har dock hans intelligenta omdiktning av ett antikt motiv (från Sofokles), Elektra (1903), vunnit. Hofmannsthal har vidare bearbetat Thomas Otways Das gerettete Venedig (1905) och Oidipussagan (1905). Dessutom har han utgivit ett antal essäer.
Från 1908 och framåt samarbetade von Hofmannsthal med tonsättaren Richard Strauss. Han gav bland annat ut komedin Christinas Heimreise (1910), omdiktningen av en engelsk medeltidsmoralitet Jedermann, 1911 (Envar, 1916), Alkestis (1911) och en ”komedi till musik”, Der Rosenkavalier (1911), Ariadne auf Naxos (1912), berättelsen Die Frau ohne Schatten (1919), komedien Der Schwierige (1921), Reden und Aufsätze (1921), ett knippe nya Gedichte (1922) och Buch der Freunde (1922). Tillsammans med Max Reinhardt och Richard Strauss grundade han 1920 Festspelen i Salzburg. 2006 uppkom en rättstvist mellan von Hofmannsthals och Richard Strauss arvingar angående rättigheter till intäkterna för operorna.

## Sverige
1916 besökte von Hofmannsthal Stockholm och höll föredrag. Hans Elektra gavs 1913 i Stockholm i översättning av Anders Österling.

## Betydelse
Hugo von Hofmannsthal intar en framskjuten plats i den vid sekelskiftet 1900 yngsta tyska litteraturen och har övat inflytande även på nordiska litterära företeelser. von Hofmannsthals diktning är i mycket en produkt av fin de siècle. Den tidiga lyriken är bland annat inspirerad av fransk symbolism. Genom hela livet författade von Hofmannsthal viktiga poetologiska bidrag; mest betydelsefullt är det så kallade Chandos-brevet (Ein Brief, 1902) som ger uttryck för en grundläggande språkskepsis.

## På svenska
- Elektra: tragedi i en akt (översättning Anders Österling, Bonnier, 1911)
- Envar: det gamla spelet, som framställer den rike mannens ändalykt (översättning Emil Hillberg, Bonnier, 1916)
- Rosenkavaljeren (tillsammans med Richard Strauss) (översättning Sven Nyblom, Nordiska musikförlaget, 1920) (Der Rosenkavalier)
- De efterhängsna: komedi i en akt fritt efter Molière (översättning A.L.W.). I tidskriften Ord och bild, 1922
- Det gamla spelet om Envar (otryckt översättning av Bertil Malmberg för Göteborgs stadsteater 1939)
- Tre noveller (översättning Knut Stubbendorff, Bibliofila klubben, 1949)
- Kvinnan utan skugga: en berättelse (översättning Bertil Malmberg och Johannes Edfelt, Tiden, 1959) (Die Frau ohne Schatten)
- Den vita solfjädern (översättning Per Erik Wahlund, Natur och kultur, 1961) (Der weisse Fächer)
- Die Frau ohne Schatten = Kvinnan utan skugga : opera i tre akter (översättning Lars af Malmborg, Operan, 1975) [libretto till Richard Strauss opera]
- Arabella: lyrisk komedi i tre akter (översättning Ann-Cathrin Palme, Operan, 1992) [libretto till Richard Strauss opera]
- "Lord Chandos brev" (översättning Horace Engdahl). I antologin Obegripligheten (Propexus, 1992), s. 43-53
- Elektra: tragedi med musik i en akt (översättning Ann-Cathrin Palme, Operan, 1993) [libretto till Richard Strauss opera]
- Rosenkavaljeren: operakomedi i tre akter (översättning Lasse Zilliacus, Operan, 1998) [libretto till Richard Strauss opera]
- Dikter, översättning av Axel Englund (ellerströms, 2024).

## Utmärkelser
Asteroiden 8057 Hofmannsthal är uppkallad efter honom.